# República das Sete Províncias Unidas dos Países Baixos
As Províncias Unidas, conhecidas também como a República Neerlandesa, oficialmente República dos Sete Países Baixos Unidos (em neerlandês: Republiek der Zeven Verenigde Nederlanden), foram um Estado europeu que existiu entre os séculos XVI e XVIII na região dos Países Baixos, compreendendo atuais territórios dos Países Baixos, da Bélgica e da Alemanha. Foi constituída como uma confederação das províncias da Guéldria, Holanda, Zelândia, Utreque, Overissel, Frísia e Groninga. 
A república foi fundada no contexto da Reforma Protestante após a revolta das sete províncias setentrionais de maioria calvinista dos Países Baixos Espanhóis contra o domínio católico do Império Habsburgo, conflito que viria a se tornar a Guerra dos Oitenta Anos. O aumento de impostos, a perseguição aos protestantes e o cerceamento da autonomia política foram as justificativas levantadas pelos defensores da independência, liderada por Guilherme de Orange e formalizada na União de Utreque (1579) e no Ato de Abjuração (1481). Os Países Baixos se mantiveram nessa forma até a sua transformação em República Batava na sequência da ocupação francesa de 1795.

## História

### Antecedentes

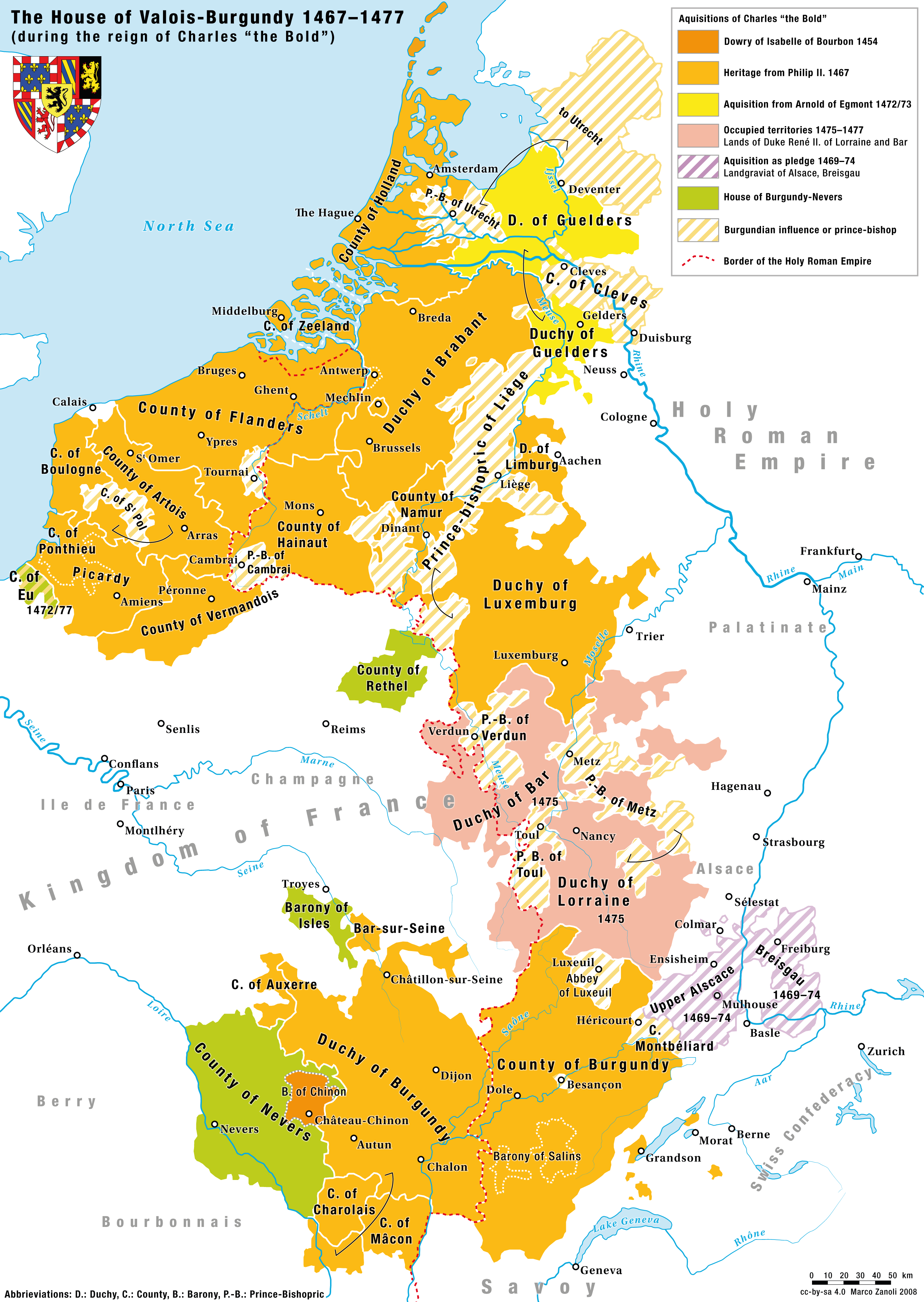
Mapa dos territórios da casa de Borgonha no reinado de Carlos I.

#### Formação territorial e econômica
No início do século XIV, a quase totalidade dos Países Baixos estava sob a suserania do Sacro Império Romano-Germânico, com a exceção do Condado da Flandres, vassalo do Rei da França. Em 1384, Filipe II, Duque da Borgonha, herdou Flandres através de seu casamento com Margarida III e iniciou a expansão borgonhesa na região. A Borgonha tinha submissão tanto ao Reino da França quanto ao Sacro Império, o que lhe permitia a expansão interna irrestrita de intervenção real ou imperial. Assim, territórios como Brabante, Namur, Hainaut, Holanda, Zelândia, da Picardia e Luxemburgo foram incorporados ao domínio borgonhês ao longo do século XV, formando os Países Baixos Borgonheses. As terrras borgonhesas nos Países Baixos foram herdadas pela casa de Habsburgo quando Carlos I faleceu sem herdeiro varão e sua única filha, Maria, casou-se com Maximiliano I do Sacro Império Romano-Germânico.

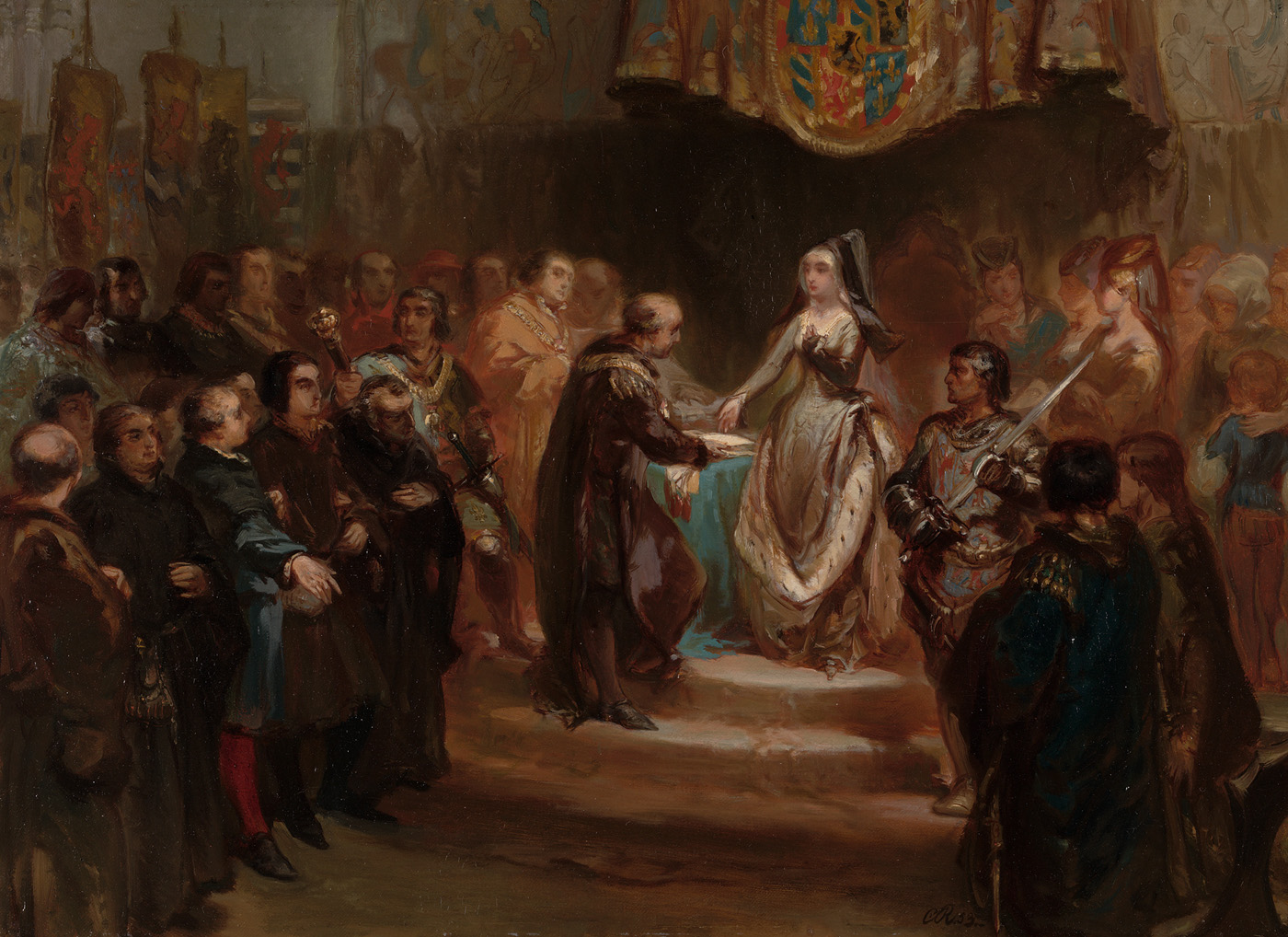
Tela de Charles Rochussen (1853) de Maria da Borgonha concedendo o Grande Privilégio.

Os Países Baixos já eram uma região rica desde o século XII, com Flandres e Brabante como o centro comercial do Noroeste Europeu. A cidade de Bruges vendia produtos de luxo como seda e especiarias, vindos do Oriente Médio através de ligações com as cidades portuárias italianas de Gênova e Veneza. A passagem pelos centros têxteis da Flandres eram a última e mais rentável etapa produtiva dos tecidos ingleses, em que eram tratados e tingidos. Contudo, a governança dos Países Baixos se provava difícil para seus soberanos; por constituirem entidades distintas, cada província possuía sua própria estrutura política e tradições distintas além de uma grande influência da burguesia urbana, o que exigia constantes negociações entre as províncias e a coroa. Ademais, províncias como a Frísia, Groninga, Guéldria, Utreque e Overissel só foram incorporadas ao domínio Habsburgo posteriormente, já no reinado de Carlos V.

#### Reforma Protestante e centralização

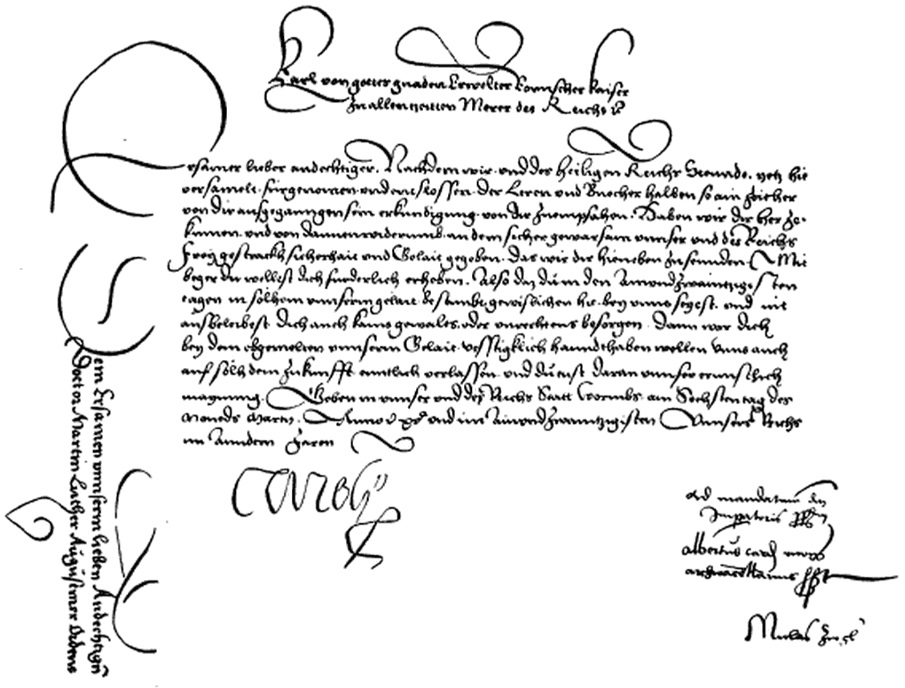
Intimação de 1521 para Lutero se apresentar na Dieta de Worms.

Movimentos da Reforma Protestante iniciaram cedo nos Países Baixos, com críticas à conduta moral do clero sendo anteriores à ruptura. Como um centro de imprensa localizado no estuário do Reno, os Países Baixos encontraram ampla circulação dos textos de Lutero, sobretudo em regiões anexadas tardiamente, como a Frísia, e em centros urbanizados como Antuérpia e Delft.  O imperador católico Carlos V, com o apoio do Papa Adriano VI, iniciou a perseguição ao protestantismo em 1522 com o apontamento de Frans van der Hulst como inquisidor-geral dos Países Baixos. As primeiras execuções ocorreram 1523, em Bruxelas, contra dois frades agostinianos e foram as primeiras condenações à morte pela aderência ao protestantismo na Europa Ocidental. Simultaneamente, o governo de Carlos V aplicava reformas centralizadoras que buscavam conectar as províncias conquistadas à capital regional em Bruxelas, limitando direitos à autonomia. Em 1549, a Pragmática Sanção unificou pela primeira vez os Países Baixos sob uma única entidade política monárquica e hereditária, as Dezessete Províncias.

#### Revolta de 1566-1567

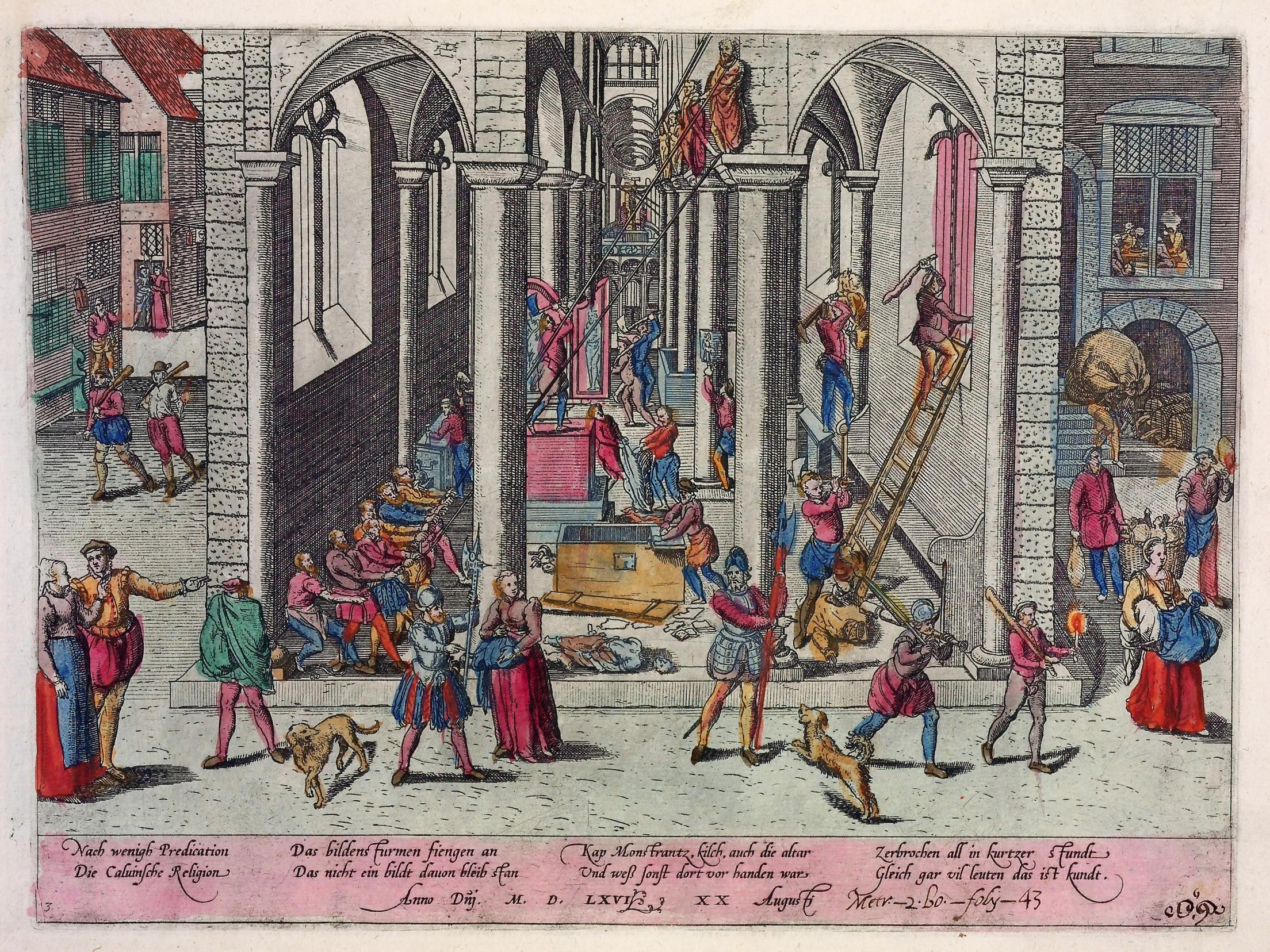
Gravura de Frans Hogenberg (1566) da destruição da Catedral de Antuérpia, durante o Beeldenstorm.

Na década de 1550, a instabilidade era crescente nos Países Baixos. Décadas de guerras contra a França e abertura de uma frente de batalha na Flandres aumentavam o fardo político e fiscal sob a região, o que foi piorado pela abdicação de Carlos V em favor de seu filho, Filipe II de Espanha. Além disso, as tensões religiosas entre católicos e protestantes alcançavam níveis críticos, com nobres peticionando a regente Margarida de Parma pela maior tolerância ao protestantismo em 1565 e uma revolta iconoclasta, o Beeldenstorm, eclodindo em 1566. Essa facção de oposição ao regime espanhol é nomeada de Gueux (mendigos). O movimento foi reprimido pelas forças de Filipe II e iniciou-se uma onda ainda mais intensa de perseguição religiosa pelo apontamento de Fernando Álvarez de Toledo, Duque de Alba, conhecido à época por sua rigidez e ódio ao protestantismo, como governador dos Países Baixos junto a dez mil soldados.

### Independência

#### Governo do Duque de Alba
A repressão sob Alba foi intensa, com o fechamento de igrejas, perseguição de pastores, ocupação militar das cidades e prisão de nobres. Na superfície, o país parecia retomado pelo catolicismo, Entretanto, não foi possível erradicar a atividade ou a fé protestante, com muitas figuras emigrando ou operando clandestinamente.

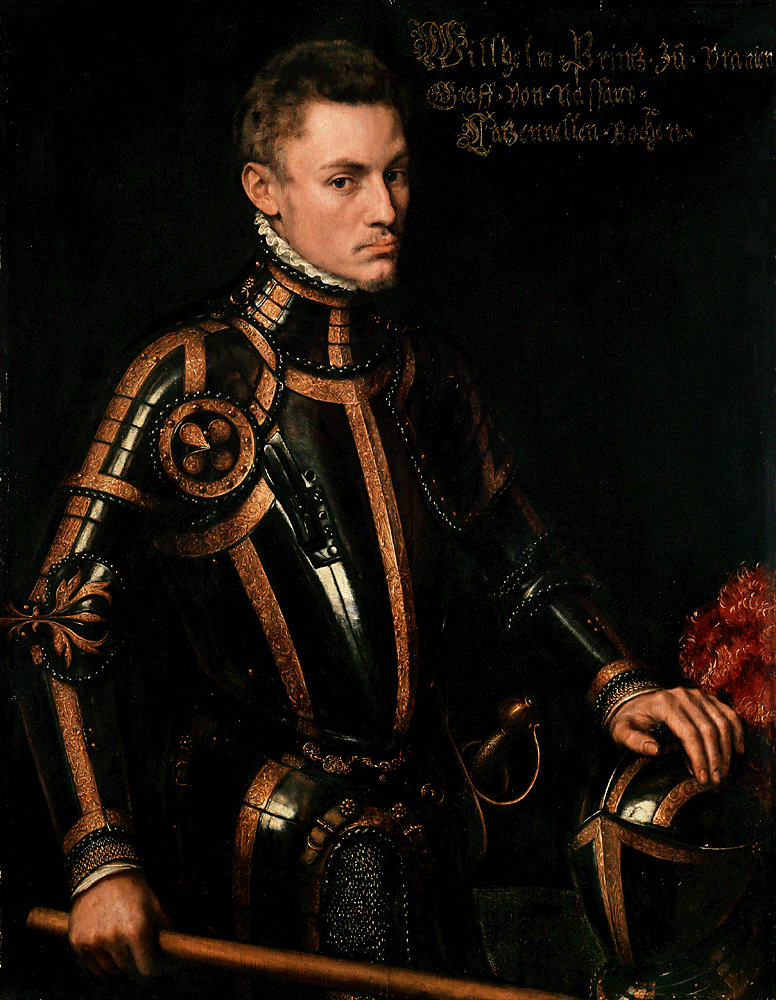
Tela de Antônio Mouro (1555), retrato de Guilherme de Orange.

Após o fracasso da revolta de 1566, Guilherme de Orange e a maioria dos nobres protestantes se refugiaram na Alemanha, onde continuaram discussões sobre a situação neerlandesa. Henrique de Bederode, líder das revoltas de 1565-1566 tentou convencer Orange de uma nova revolta armada contra o regime de Alba, mas sem sucesso. Foi somente em 1568, tendo descoberto de sua condenação e confisco de toda propriedade nos Países Baixos, que Orange aceitou a causa da revolta. Com apoio do Palatinado e de outros soberanos protestantes, Orange reuniu os exilados neerlandeses e acumulou uma fortuna para o movimento, financiando uma máquina de propaganda contra o que chamava de "tirania espanhola". Apesar disso, o foco narrativo estava nas políticas "cruéis" do Duque de Alba, negando a existência de uma revolta contra Filipe II e ocultando a dimensão religiosa dos conflitos.
O objetivo de Filipe II era transformar os Países Baixos em um bastião do poder Habsburgo. A Espanha sofria pressões da França, que, apesar de derrotada, ainda compunha oposição à supremacia espanhola, e do Império Otomano, que avançava sob o Mediterrâneo, negligenciado há décadas. Era, portanto, crucial para essa agenda política a imposição de novos impostos. Assim, em 1569, Alba convocou os Estados Gerais para a aprovação de três medidas fiscais: 1% de imposto sobre o patrimônio; 5% em tarifas de importação; e 10% de imposto sobre as vendas. Os benefícios para o regime espanhol seriam imensos, sobretudo por garantir os fundos para a manutenção do exército que ocupava os Países Baixos, mas também por contornar os direitos tradicionais das províncias sob suas próprias rendas.
Os Estados Gerais aprovaram as novas medidas, mas elas foram rejeitadas nas assembleias provinciais e conselhos municipais. Um termo temporário foi aplicado até sua expiração em 1571, quando Alba retomou a insistência sobre os impostos, aplicando-os unilateralmente por decreto. Além da insatisfação gerada pelo atropelamento do processo legal, o método adotado para forçar a implementação das medidas foi o de instituir multas abusivas aos burgomestres e magistrados que não se adequassem. A resposta popular aos novos impostos, sobretudo aos 10% sobre as vendas, dificultou seriamente a posição política da Coroa, ao invés de fortalecê-la. Nobres e bispos leais ao regime espanhol tentaram, sem sucesso, convencer Filipe II e Alba a suspenderem o novo imposto. Apesar disso, os impostos foram raramente coletados, sendo o símbolo de um governo que ignorava as leis das províncias mais do que uma política de pressão econômica.

#### Revolta Holandesa

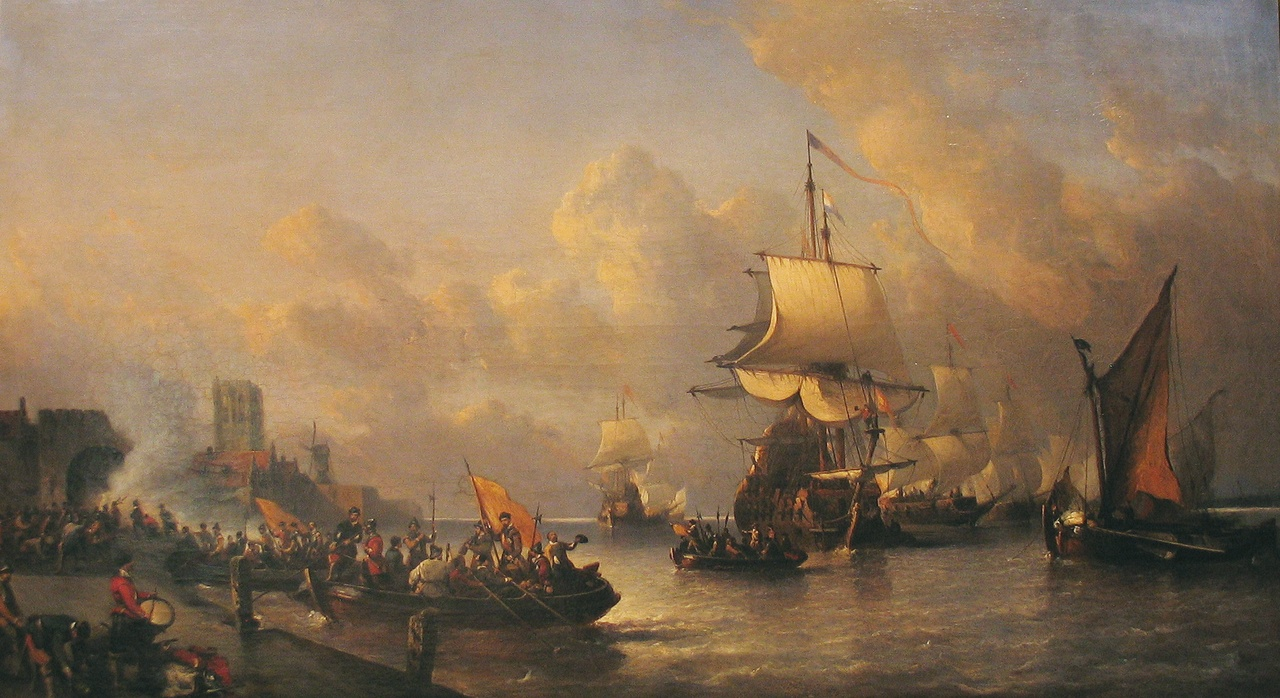
Tela de Anthonie Waldorp (1862-63) da captura de Brielle.

O estopim da revolta foi em abril de 1572, quando seicentos Gueux expulsos da Inglaterra capturaram a cidade portuária de Brielle. A cidade era pequena e pouco importante, mas isso deu oportunidade aos Gueux, antes exilados, de perceberem a fragilidade espanhola e explorá-la com apoio popular. Cinco dias depois da captura de Brielle, os cidadãos de Flessingue tomaram a cidade estratégica, expulsando os contingentes espanhois e convidando os Gueux a ocupá-la; o mesmo ocorreu em Veere. Em agosto, com Guéldria e Overissel, além de enclaves na Holanda e Zelândia, sob controle dos revoltosos, Guilherme de Orange pessoalmente liderou 16 mil soldados numa invasão a Brabante.

### Ascensão

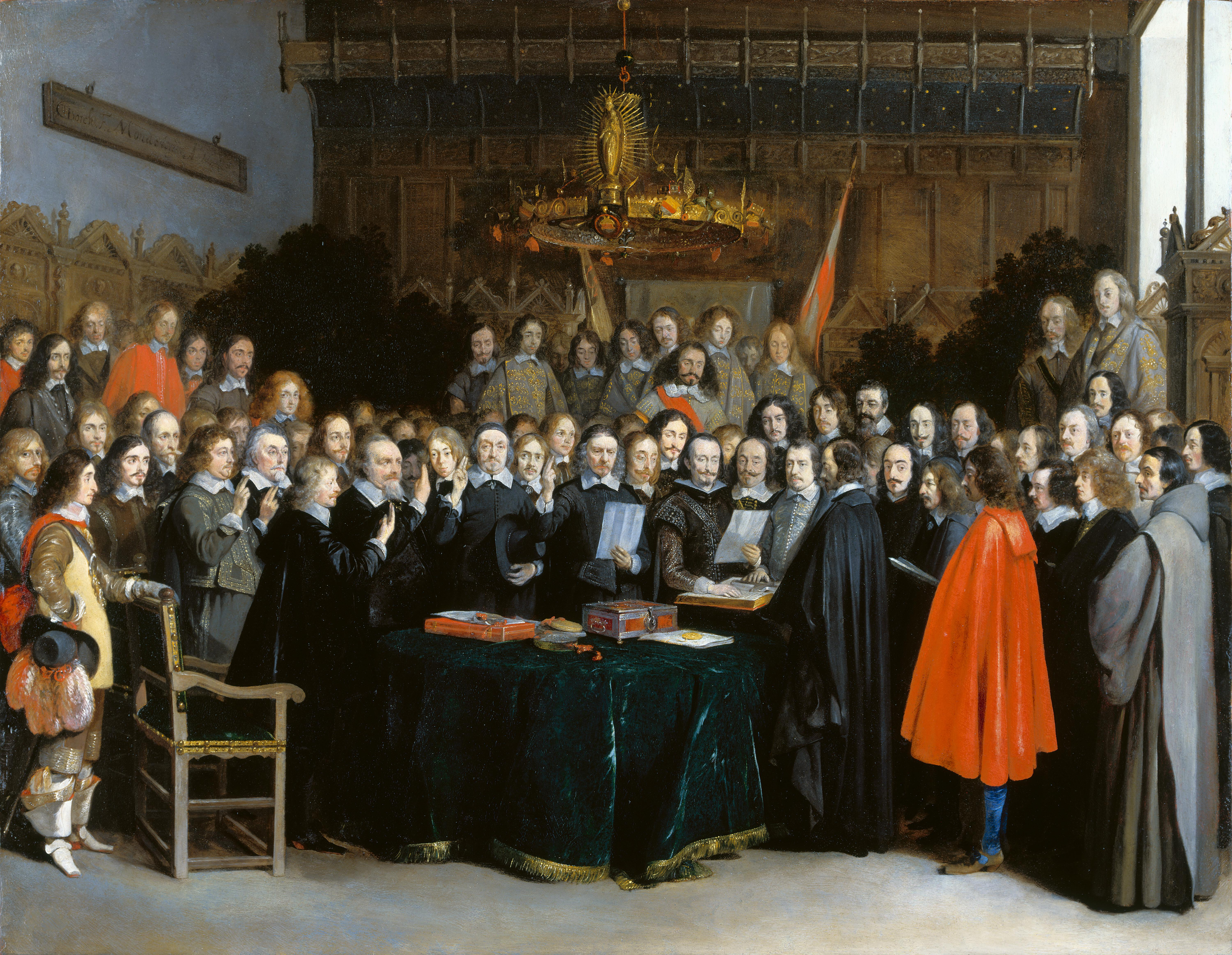
Tela de Gerard ter Borch (1648) da ratificação do Tratado de Münster.

Após terem tentado dois regentes para a confederação, os representantes das províncias decidiram, em 1588, prosseguir por conta própria com o poder nas mãos dos Estados Gerais e dos Estados Provinciais. A união das províncias foi constituída por Johan van Oldenbarnevelt. Após a morte de van Oldenbarnevelt, o principal dirigente da república foi Johan de Witt.
Com a queda de Antuérpia, muitos comerciantes Sul-Holandeses estabeleceram-se em Amsterdão, que passou a ocupar o posto de principal centro económico europeu. Ademais, a República Unida dos Países Baixos recebeu imigrantes huguenotes franceses e alemães, além de judeus fugindo da inquisição em Portugal. Com os contatos comerciais dos imigrantes e a fundação de duas multinacionais (companhia Holandesa das Índias Orientais e companhia Holandesa das Índias Ocidentais), o comércio desta expandiu-se para outros países da Europa e para outros continentes (África, Ásia e América). A frota da república, sob o comando de Michiel de Ruyter, passou a dominar os mares. Durante este período, denominado como "século de ouro", a arquitetura, literatura, ciências e as artes holandesas floresceram.

### Declínio
A partir da primeira metade do século XVIII, teve início o declínio das Províncias Unidas. Leis mercantis da Grã-Bretanha e da França e as Guerras Anglo-Holandesas contribuíram para o declínio. Com a mortes de De Witt e de De Ruyter, a república holandesa perdeu sua hegemonia marítima e, com ascensão de Inglaterra, Amsterdã perdeu a sua posição de principal centro económico europeu. Em 1795, a república teve seu território ocupado pela França, sendo substituída pela República Batava.